# Thomas Gilgenreiner
Thomas Gilgenreiner (* 25. Jänner 1975) ist ein österreichischer Fußballspieler auf der Position eines  Sturmspielers.  Seit 2006 ist er als Trainer tätig. Er ist auch im Alter von fast 50 Jahren noch in unterklassigen Ligen aktiv.

## Karriere
Gilgenreiner begann seine Karriere beim SG Austria/VSV. Seine erste Profistation war SV Spittal, von wo er zum FC St. Veit wechselte. Zuvor absolvierte er für die Spittaler 20 Partien in der zweithöchsten österreichischen Liga, war aber nur ständiger Ersatz und brachte es in lediglich vier Partien über die volle Spieldauer. Nach zwei Jahren wechselte er zum SV Feldkirchen, und nachdem er sich dort nicht durchsetzen konnte, 2002 zum SC Landskron.